# Passarera
Passarera (Pasaréra in dialetto cremasco) è l'unica frazione di Capergnanica in provincia di Cremona.
Al censimento del 21 ottobre 2001 contava 323 abitanti.

## Geografia fisica
La località è sita a 75 metri sul livello del mare.

## Storia
Piccolo borgo agricolo di antica origine, in età napoleonica (1809-16) Passarera fu frazione di Casaletto Ceredano, recuperando l'autonomia con la costituzione del Regno Lombardo-Veneto. All'Unità d'Italia (1861) Passarera contava 471 abitanti. Nel 1869 Passarera fu aggregata a Capergnanica.